# Berkeley (Gloucestershire)
Berkeley é uma pequena cidade e paróquia do distrito de Stroud, no condado de Gloucestershire, na Inglaterra. De acordo com o Censo de 2011, tinha 2034 habitantes. Tem uma área de 1,29 km².